# Eichenring
Der Eichenring ist eine im Osten von Scheeßel gelegene Sandrennbahn. Die rund drei Kilometer vom Ortskern entfernte Bahn ist aktuell einer von drei deutschen Austragungsorten der Langbahn-Weltmeisterschaft im Speedway-Sport. Daneben erlangte sie seit Ende der 1990er Jahre überregionale Bedeutung als Veranstaltungsort des Hurricane-Musik-Festivals.

## Geschichte

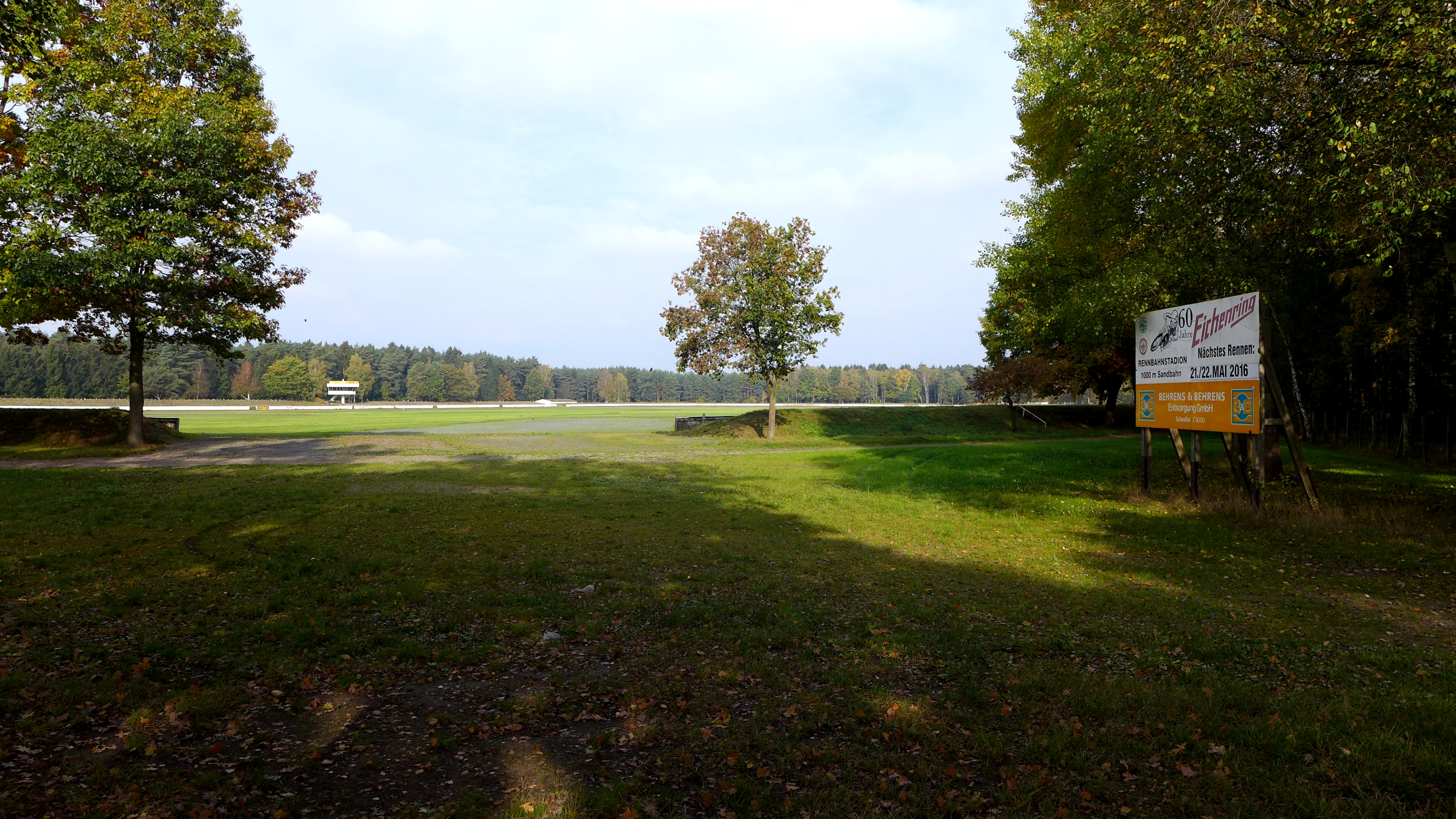
Eichenring bei Scheeßel

Der Eichenring wurde zuerst im Jahre 1951 auf einer ehemaligen Pferderennbahn in Appel bei Helvesiek (rund zehn Kilometer nördlich von Scheeßel) fertiggestellt und hatte eine Länge von 850 Metern. Betrieben wurde die Rennbahn vom Motor-Sport-Club Scheeßel, der sich noch im gleichen Jahr zum Motor-Sport-Club Eichenring (kurz: MSC Eichenring) umbenannte.
Lage: 53° 14′ 20″ N, 9° 31′ 7″ O
Im Jahre 1963 konnte die Bahn in Appel nicht mehr die Anforderungen des internationalen Verbandes erfüllen. Aus diesem Grunde wurde auf einem großen Stück Ackerland in der Nähe von Scheeßel der heutige Eichenring mit einer Länge von zunächst 1000 Metern errichtet und schon im nächsten Jahr mit dem Endlauf zur Europameisterschaft 1964 eingeweiht.
In den folgenden Jahren wurde das Stadion zu einem der modernsten in ganz Europa ausgebaut und die Bahn zu einer Langsandbahn von 1300 Metern verlängert. Auf dieser finden Speedway-Läufe zur Deutschen Meisterschaft, Europa-Meisterschaft und zur Langbahn-Weltmeisterschaft statt. Der Eichenring war Austragungsort der Lang-Bahn-WM-Finalläufe 1974, 1980, 1988 und 1995. In den Saisons 1998, 2002 und 2022 war die Strecke Bestandteil des Kalenders der Langbahn-WM.

## Freiluftkonzerte

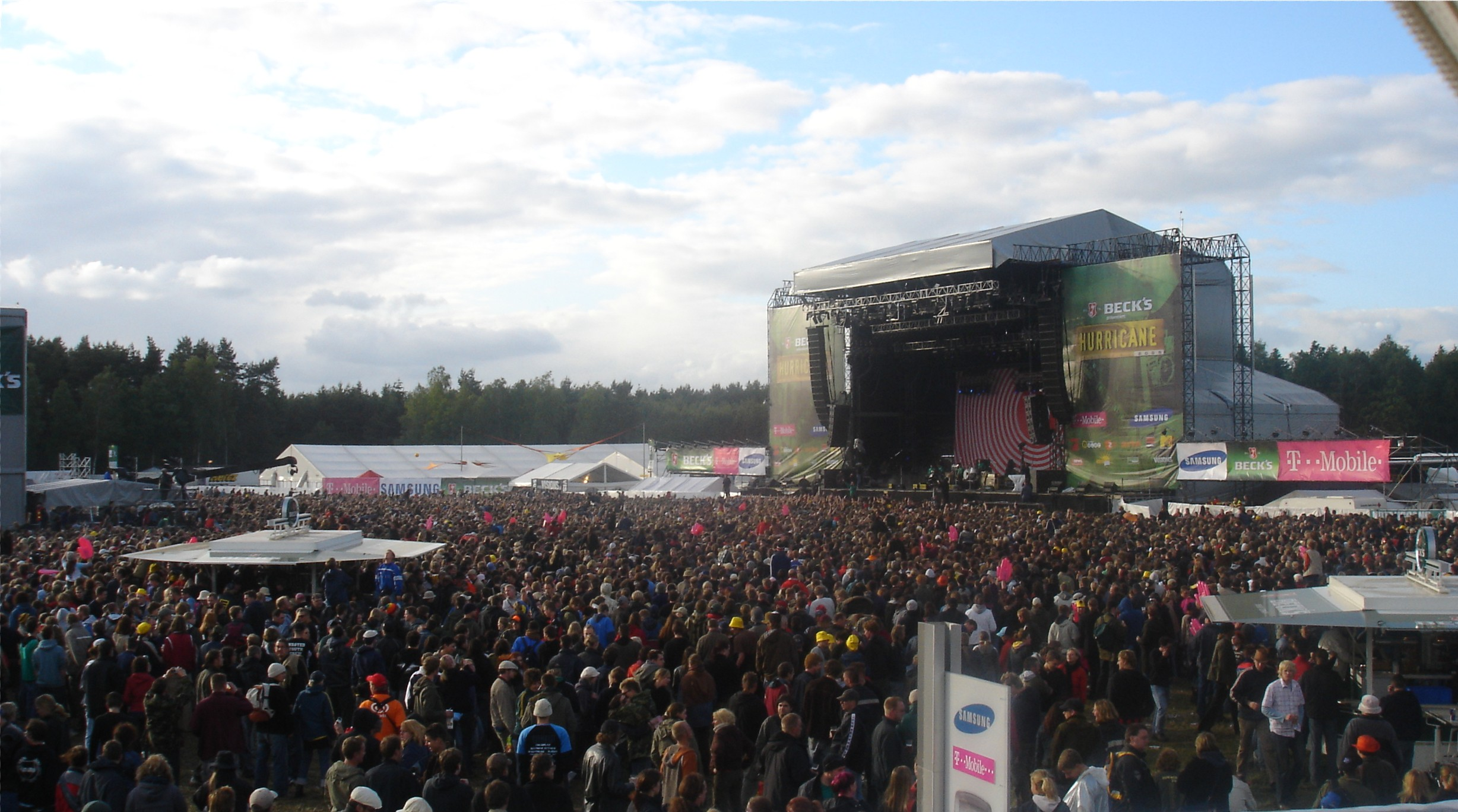
Die Green Stage auf dem Hurricane 2005

Im Jahr 1973 fand zum ersten Mal unter dem Titel Es rockt in der Heide ein großes Freiluftkonzert statt, bei dem namhafte Musiker und Gruppen wie Chicago, Chuck Berry und Golden Earring gastierten. Eine geplante Wiederholung des Erfolgs im Jahr 1977 unter dem Titel First Rider Open Air entwickelte sich zum Desaster als der Konzertveranstalter die Bands nicht bezahlen konnte, so dass viele der 21 im Vorfeld angekündigten Gruppen erst gar nicht nach Scheeßel anreisten. Es traten lediglich Camel, Colosseum II, Golden Earring, Van der Graaf Generator sowie Long Tall Ernie & The Shakers auf. Dies führte bei vielen der angereisten Musikfans zu einer solchen Verärgerung, dass es zu Ausschreitungen mit Verletzten kam, die Bühne samt PA-Anlage in Brand gesteckt wurde und vollständig niederbrannte.
Im Jahre 1992 musste ein weiteres Rockkonzert, das Internationale Biker- und Rockfestival  abgesagt werden, nachdem sich herausstellte, dass dessen Veranstalter in betrügerischer Absicht handelten.
Im Jahre 1997 wurde auf dem Eichenring mit dem Hurricane-Festival erneut ein großes Freiluft-Musikfestivals etabliert, welches seitdem jährlich von immer mehr Musikbegeisterten besucht wird. Der Besucherrekord liegt für dieses Festival bei 60.000 Zuschauern (2005)
Mit dem Lovefield-Festival wurde 2004 ein weiteres Festival auf dem Eichenring veranstaltet, das aus dem nahen Elsdorf nach Scheeßel umgezogen war. Allerdings blieb dieses Festival nur ein einmaliges Gastspiel, da es schon im nächsten Jahr nach Hamburg weiter verlegt wurde.